# Хок Сотьетра
Хок Сотьетра (кхмер. ហុក សុចិត្រា; род. 27 июля 1974, Пномпень) — камбоджийский футболист, футбольный тренер сборной Камбоджи в 2012 году. Лучший бомбардир в истории сборной Камбоджи (42 мяча).

## Клубная карьера
Начал карьеру в 2002 году в клубе «Смарт Юнайтед» (позднее — «Хэллоу Юнайтед», «Пномпень Эмпайр», а сейчас — «Пномпень Краун»). В 2009 году стал играть за «Прэах Кхан Реать» (ныне «Прэах Кхан Реать Свайриенг»), в котором после 2011 года завершил карьеру футболиста.

## Международная карьера
За сборную Камбоджи играл с 1995 по 2003 год, за это время в 64 играх забил 42 гола. Принимал участие в Играх Юго-Восточной Азии 1997 и 1999, чемпионате АСЕАН 1996, 2000, 2002.